# Jørgen Balthasar Dalhoff
Jørgen Balthasar Dalhoff (født 11. november 1800 i Ønslev på Falster, død 2. marts 1890 i København) var en dansk hofguldsmed og kunsthåndværker, far til Nicolai Dalhoff.

## Læretid og rejser
Dalhoff var født Ønslev på Falster, hvor hans fader, Peder Dalhoff (1757-1827), var præst, moderen var Anne Margrethe f. Plesner (1766-1817). 1815 blev han sat i guldsmedelære i København, og det kan synes usædvanligt, at 4 af pastor Dalhoffs 5 sønner blev sat i håndværkslære i stedet for at læse teologi. Da han 1820 blev svend, var han allerede kendt som en dygtig gravør og ciselør, og som sådan nedsatte han sig 1822 sammen med sin ældre bror, gørtleren Knud Plesner Dalhoff (1794-1832). Ved den daværende prins Christian Frederiks hjælp opnåede han på en 3-årig udenlandsrejse (1824-27) under meget gunstige forhold at kunne besøge bl.a. Berlin, Wien, Rom, Neapel og Paris, og længst dvælede han i Rom, hvor han ihærdig studerede antikken og knyttede et for ham betydningsfuldt venskab med Bertel Thorvaldsen. Han sluttede sig inderlig til klassicismen, som han blev tro i hele sit lange liv.

## Teknisk og kunstnerisk innovation
Efter sin hjemkomst fik han lejlighed til at udføre forskellige betydelige arbejder (8 bronzekandelabre, et guld-sværdhæfte mm.), og efter ansøgning blev han i 1828 ved kgl. resolution uden mesterprøve mester i Kjøbenhavns Guldsmeddelav. «Som Kunstner» fik han tillige ret til at arbejde i alle såvel ædle som uædle metaller, og denne ret benyttede han i vid målestok. Han holdt sig nemlig langtfra udelukkende til guldsmederiet. I besiddelse af ikke alene en rig formende evne, men også en sjælden teknisk begavelse beskæftigede han sig med arbejder i galvanoplastik og nysølv, med lakerede blikarbejder, opfandt pressemaskiner, filehuggemaskiner og geværvesirer, ja støbte i 1840'erne en række store bronzefigurer, navnlig til Christiansborg Slot, ligesom han samtidig brændte dette slots store frontongruppe i ler. Ingen teknik syntes ham fremmed, overalt gik han banebrydende i spidsen, og den betydning, han herved fik for den danske industris udvikling, forøgedes yderligere ved den af ham udøvede lærervirksomhed.

## Undervisning og tillidshverv
Fra 1827-1864 var han således informator ved Kunstakademiets modellerklasse. Al hans virksomhed blev båret af ønsket om at fremme de danske håndværkeres dannelse, og det var dette ønske, der i 1838 lod ham give impulsen til stiftelsen af «Industriforeningen i Kjøbenhavn», af hvis bestyrelse han var et virksomt medlem lige til 1865. 70 års-dagen for sin anbringelse i guldsmedelære (1. november 1885) blev han under almindelig tilslutning æresmedlem i denne forening. Allerede 1876 var han blevet æresmedlem af «Haandværkerforeningen i Kjøbenhavn»; fra 1833 var han hofguldsmed. Han var aktiv helt op i sin høje alderdom. Sin ualmindelige livskraft tilskrev han en radikal tre måneders vandkur, han i 45 års-alderen gennemgik i Gräfenberg. Med strenghed og alvor og som den dybt religiøse natur, han var, stillede han store krav til sine medarbejdere som til sig selv. Han har efterladt sig nogle karakteristiske selvbiografiske optegnelser.
1888 blev han ved Industriforeningens 50-årsjubilæum sammen med Peter Frederik Lunde Ridder af Dannebrog.
28. oktober 1829 ægtede han Vilhelmine Henriette Hanuschke (29. marts 1806 – 18. december 1853), datter af skræddermester Johan Hanuschke, der var indvandret fra Sachsen; 9. august 1856 indgik han andet ægteskab med Olivia Francisca Eddelien (f. 5. Juli 1818), Enke efter historiemaler Heinrich Eddelien og datter af nålemager, justitsråd Frants Christian Hjorth. Han døde 2. marts 1890 i København og er begravet på Holmens Kirkegård.
Blandt flere søskende havde han foruden den ovennævnte bror også broderen Herlov Dalhoff (1806-1886), der 1835 overtog den af Knud Dalhoff 1815 grundlagte forretning, senere firmaet Hofgørtler Herlov Dalhoffs Søn, der længe var i slægtens eje.
Der findes en buste af Dalhoff Johannes Gelert i Industriforeningen, nu DI - Organisation for erhvervslivet, kopi i Københavns Tekniske Skole. Litografi af Carl Simonsen 1859 efter fotografi. Træsnit, bl.a. efter fotografi 1885 og af H.P. Hansen 1888.